# Cyrus Gordon
Cyrus H. Gordon (Filadelfia, 22 giugno 1908 – 30 marzo 2001) è stato un archeologo statunitense che si è occupato delle culture antiche della Palestina, della Mezzaluna fertile, dell'Egitto, della Turchia e dell'Egeo.
Partecipò agli scavi, in Medio Oriente, di Tell Beit Mirsim nella Giudea, della fortezza di Beth Zur del periodo maccabaico, e delle aree di Edom e Moab; fece parte delle spedizioni che si occuparono della città assira di Tell Billa presso Mosul, in Iraq e di quella di Sir Leonard Woolley riguardante le tombe reali di Ur. 
Partecipò alla decifrazione delle "Tavolette di Tell el Amarna" (tra 1933 e 1934) e ad altre imprese archeologiche in Egitto, Siria, Giordania, Israele, Libano, Iran e Turchia.
Negli anni dal 1957 al 1958 diresse esplorazioni nell'Egeo a seguito di cui dichiarò che la lingua lineare A minoica delle tavole di Agía Triáda, a Creta era babilonese; la sua affermazione suscitò tuttavia numerose controversie.
Il suo lavoro più importante è la decifrazione delle tavole di Ugarit che ha gettato luce sullo studio della civiltà ebraica. Ha anche collaborato a lavori sui rotoli del Mar Morto.
Ha pubblicato più di duecento tra articoli e libri, editi in numerosi paesi del mondo

## Teoria sui Fenici
A seguito degli studi condotti sulle iscrizioni incise su di una lapide rinvenuta nel 1872 in una piantagione di caffè in Brasile, l'archeologo si disse convinto che i Fenici fossero sbarcati sul continente americano nel 600 a.C.. L'interpretazione delle iscrizioni racconterebbe la storia di dieci vascelli salpati dal porto di Ezion-Geber nel Mar Rosso. Le navi avrebbero circumnavigato il continente africano doppiando il Capo di Buona Speranza. Colti da una tempesta durante la navigazione e sospinti al largo delle coste africane dalla corrente sud-equatoriale, parte della flotta avrebbe proseguito verso Gibilterra, rientrando nel Mediterraneo, mentre alcune navi avrebbero attraversato l'Oceano Atlantico raggiungendo le coste del Brasile. Tale ricostruzione è stata messa in dubbio, nel 1968, dagli archeologi dell'Istituto per il Medio Oriente dell'Università di Roma, i quali ritenevano che nessun vascello fenicio fosse strutturalmente in grado di attraversare l'Oceano Atlantico e che l'acqua e i viveri di solito trasportati a bordo, non sarebbero stati sufficienti alla sopravvivenza dell'equipaggio durante il viaggio.

## Pubblicazioni principali;  traduzioni in italiano.
- 1936, Nouns in the Nuzu Tablets.
- 1948, Ugaritic Literature.
- 1952, Smith College Tablets.
- 1955, Ugaritic Manual.
- 1955, Homer and The Bible.
- 1956, Introduction to the Old Testament Times.
- 1965, The Ancient Near East.
- 1971, Before Columbus.
- 1959, Il Vecchio Testamento e i Popoli del Mediterraneo Orientale. Brescia, Morcelliana, 1959.
- 1969, Scritture dimenticate. Roma, Ubaldini, 1969.
- Giovanni Pavano - Cyrus Gordon, Homer and The Bible, in 'Rivista di studi classici', 1967.